# Хемосинтез
Хемоси́нтез — це процес синтезу органічних речовин з вуглекислого газу за рахунок енергії окиснення аміаку, сірководню й інших речовин, який здійснюється мікроорганізмами в процесі їх життєдіяльності.
Нітрифікуючі бактерії послідовно окиснюють аміак (NH3) до нітритів (солі HNO2), а потім — до нітратів (солі HNO3). Залізобактерії одержують енергію за рахунок окиснення сполук двовалентного заліза до тривалентного. Вони беруть участь в утворенні покладів залізних руд. Безбарвні сіркобактерії окиснюють сірководень та інші сполуки сірки до сірчаної кислоти (H2SO4).
Процес хемосинтезу відкрив 1887 року видатний український  мікробіолог С. М. Виноградський. Хемосинтезувальні мікроорганізми відіграють виняткову роль у процесах перетворення хімічних елементів у біогеохімічних циклах. Біогеохімічні цикли (біогеохімічний колообіг речовин) — це обмін речовинами та забезпечення потоку енергії між різними компонентами біосфери, внаслідок життєдіяльності різноманітних організмів, що має циклічний характер.
Процес хемосинтезу здійснюють хемоавтотрофні бактерії:
- нітрофікуючі бактерії (окиснюють аміак спочатку до нітритів (солі нітритної кислоти), а згодом — до нітратів (солі нітратної кислоти));
- залізобактерії (окиснюють сполуки двовалентного Феруму до трьохвалентного);
- сіркобактерії (окиснюють сірководень та інші сполуки Сульфуру до сульфатної кислоти).

## Особливості хемосинтезу
Серед основних особливостей можна виділити:
- здійснюється без участі світла;
- відбувається з використанням кисню, тобто це аеробний процес.

Процес хемосинтезу здійснюють хемоавтотрофні бактерії. Свою енергію бактерії хемосинтетики отримують завдяки окисненню гідрогену, мангану, феруму, сульфуру, аміаку тощо. Залежно від окисленого субстрату хемоавтотрофні бактерії мають такі назви: залізобактерії, сіркобактерії (тіобактерії), метаноутворювальні археї, нітрифікувальні, водневі бактерії. До залізобактерій належать нитчасті та залізоокислювальні лептотрикси, сферотилюси, галіонели, металогеніуми. Вони живуть у прісних і морських водоймах. Завдяки реакції хемосинтезу утворюються відкладення залізних руд шляхом окиснення двовалентного заліза в тривалентне:
4FeCO3 + O2 + 6H2 O → Fe(OH)3 + 4CO2 + E
Крім енергії в цій реакції утворюється карбон діоксид. У процесі окиснення залізобактерії використовують енергію на засвоєння карбону з карбону діоксиду або карбонатів. Також окрім бактерій, які окиснюють ферум, є бактерії, що окиснюють манган. Сіркобактерії являють собою велику групу мікроорганізмів . До них належать багато фототрофних, пурпурових і зелених бактерій, деякі ціанобактерії, а також низка нефотосинтезувальних бактерій, які живуть у прісних і солоних водах. Ці бактерії отримують енергію шляхом окиснення сполук із відновленим сульфуром:
2S + 3O2 + 2H2 O → 2H2 SO4 + E
Сульфур, одержаний у результаті реакції, може накопичуватися в самих бактеріях і виділятися в навколишнє середовище у вигляді пластівців. Нітрифікувальні бактерії живуть у ґрунті та воді, свою енергію отримують завдяки аміаку та азотній кислоті, саме вони відіграють дуже важливу роль у колообігу азоту. Нітрифікація відбувається у дві стадії, які здійснюються різними мікроорганізмами. Нітрифікувальні бактерії послідовно окиснюють аміак (NH3 ) до нітритів (солей HNO2 ), а потім – до нітратів (солей HNО3 ). Перша стадія – окиснення аміаку (здійснюють нітрозні бактерії) до нітритної кислоти: 
2NH3 + 3O2 → HNO2 + 2H2 O + E
Нітритна кислота, отримана в ході реакції, утворює в землі солі та нітрати, які сприяють і покращують родючість ґрунтів. Друга стадія – окиснення аніона нітритної кислоти (здійснюють нітратні бактерії) до нітратної кислоти: 
НNО2 + Н2 O2 → HNO3 + H2 O
Нітрифікувальні бактерії також беруть участь в утворенні гірських порід. 
Водневі бактерії окиснюють водень. Вони використовують гідроген, який утворюється внаслідок розкладання залишків організмів іншими бактеріями. Гідроген окиснюють, а отриману енергію використовують для перетворення карбону діоксиду на метан та інші органічні сполуки:
2Н2 + O2 → 2H2 O + Е
У зв’язку зі здатністю синтезувати органічну речовину з карбону діоксиду водневі бактерії добре розвиваються на  мінеральних середовищах. Також можуть зростати на пептонному агарі й інших живильних середовищах. Найвивченішою є Hydrogenomonas eutropha – поширена в ґрунті дрібна неспороносна рухлива, з полярним джгутиком паличка, твірна гладких блискучих колоній жовтого кольору. При такому окисненні гідрогену споживається менше оксигену, ніж виділяється при електролізі води. Тому апарати, в яких вирощуються водневі бактерії, запропоновані для регенерації повітря в кабіні космонавтів. Також відомо про застосування водневих бактерій для синтезу білка (харчового й кормового).
Отже, спектр перетворення та функціонування хемосинтезувальних організмів є досить широким. Енергія, що виділяється в зазначених вище реакціях, не використовується безпосередньо для синтезу сполук. Спочатку енергія акумулюється у зв’язках молекул АТФ, а потім використовується для синтезу органічних речовин із неорганічних. 
Симбіотичні асоціації між бактеріями й еукаріотами є основою ключових екологічних та еволюційних інновацій. Одними з найяскравіших прикладів цих симбіозів є хемосинтезувальні бактерії та морські безхребетні, які живуть за відсутності сонячного світла в глибоководних гідротермальних джерелах і відкладеннях, багатих на відновлені сполуки сульфуру.
Хемоавтотрофні організми можуть жити в океанах на великих глибинах, де є отруйний сірководень. Вони окиснюють його й отримують важливі речовини для життєдіяльності. Значення хемосинтетиків є важливим у природі, оскільки вони беруть участь в утворенні гірських порід, спричиняють корозію металів.
Хемосинтезувальні бактерії, що окиснюють сполуки феруму та мангану, поширені в прісних водоймах. Імовірно, саме за їх участю впродовж мільйонів років на дні деяких боліт, озер утворилися поклади залізних і манганових руд. Окрім того, деякі хемосинтезувальні бактерії використовують у технологічних процесах очищення стічних вод.
Хемосинтезувальні спільноти в морських глибинах можна знайти в гідротермальних джерелах, холодних водоспадах. У той час як велика частина життя в глибоководних хемосинтетичних місцях проживання може бути пов’язана із сонцем і тому не може вижити без нього, невелика частина анаеробних хемосинтезувальних мікроорганізмів може зберігатися за його відсутності. Ці мікроорганізми розробили спосіб життя в морських глибинах, який передбачає використання ресурсів, що повністю походять із наземних джерел. Наприклад, поглиблені геофізичні й геохімічні дослідження та картографування дна найбільшого альпійського озера Єллоустоун у США виявили численні підземні гарячі джерела та гідротермальні особливості в геотермально активних ділянках на дні озера. Також виявлено широкий спектр гідротермальних особливостей, включаючи великі гідротермальні димоходи; газові фумароли; просочування гарячої води; мікробні килимки, що окиснюють сульфур, які ростуть навколо труб гарячої води та вентиляційних отворів. Хоча систематичний аналіз гідротермальних мікробних спільнот озера Єллоустоун перебуває на ранніх стадіях, уже продемонстрували потенціал автотрофних, термофільних хемосинтезувальних мікробних угруповань. Зокрема, вентиляційні отвори на північному краю озера, а також глибоководні отвори в центрі озера містять хемосинтезувальні бактерії, які засвоюють розчинений неорганічний вуглець у темряві. Біорізноманіття мікробів у термальних джерелах озера Єллоустоун майже не вивчено. Виділення термофільної сульфатовідновлювальної бактерії Thermodesulfovibrio yellowstonii, глибоко розгалуженої бактеріальної лінії з термальних отворів озера, передбачає невикористаний потенціал для подальших досліджень.

## Значення
У планетарному масштабі хемосинтез становить не більше 1 % фотосинтезу, проте він має велике значення для біологічного колообігу та геохімічних перетворень. Значення хемосинтетиків є важливим у природі, оскільки вони беруть участь в утворенні гірських порід, спричиняють корозію металів. Хемоавтотрофні організми можуть жити в океанах на великих глибинах, де є отруйний сірководень. Вони окиснюють його і отримують важливі речовини для життєдіяльності. Хемосинтезуючі бактерії, що окиснюють сполуки Феруму, Мангану, поширені у прісних водоймах. Імовірно, що саме за їх участю впродовж мільйонів років на дні деяких боліт, озер утворилися поклади залізних і манганових руд. Також, деякі хемосинтезуючі бактерії використовуються людиною для очищення стічних вод.

## Хемосинтез як інноваційний напрямок для наукових досліджень
Незважаючи на те, що процес хемосинтезу відомий понад сто років, він є важливим і сьогодні в перетворенні хімічних елементів у біогеохімічних циклах. Наразі потребують наукового обґрунтування та додаткових досліджень процеси життєдіяльності нітрифікувальних бактерій, у результаті яких відбувається окислення аміаку до нітратної кислоти. Здатність бактерій перетворювати неорганічні речовини на органічні дає змогу стверджувати, що хемосинтетики можуть накопичувати цінні ресурси для потреб людства.
Хемосинтетичні спільноти в різних середовищах являють собою важливі біологічні системи з погляду їхньої екології, еволюції та біогеографії, а також їхнього потенціалу як індикаторів наявності постійних джерел енергії на основі вуглеводнів. У процесі хемосинтезу бактерії продукують органічні речовини там, де фотосинтез неможливий. Виділення термофільних сульфатовідновлювальних бактерій Thermodesulfovibrio yellowstonii й інших видів хемосинтетиків відкриває перспективи для подальших наукових досліджень. Хемосинтез залишається актуальним для інноваційних технологій, збереження екосистем, життєдіяльності людства загалом. Роль у відкритті явища хемосинтезу українського вченого Сергія Виноградського є недооціненою та потребує подальшого дослідження та популяризації.